# Лоурі-Сіті (Міссурі)
Лоурі-Сіті (англ. Lowry City) — місто (англ. city) в США, в окрузі Сент-Клер штату Міссурі. Населення — 613 особи (2020).

## Географія
Лоурі-Сіті розташоване за координатами 38°8′24″ пн. ш. 93°43′38″ зх. д. / 38.14000° пн. ш. 93.72722° зх. д. (38.140030, -93.727225).  За даними Бюро перепису населення США в 2010 році місто мало площу 2,70 км², з яких 2,66 км² — суходіл та 0,04 км² — водойми.

## Демографія
Згідно з переписом 2010 року, у місті мешкало 640 осіб у 262 домогосподарствах у складі 146 родин. Густота населення становила 237 осіб/км².  Було 326 помешкань (121/км²).
Расовий склад населення:
| - 97,7 % — білих - 0,9 % — корінних американців - 0,2 % — чорних або афроамериканців |

До двох чи більше рас належало 1,3 %. Частка іспаномовних становила 1,9 % від усіх жителів.
За віковим діапазоном населення розподілялося таким чином: 21,1 % — особи молодші 18 років, 48,7 % — особи у віці 18—64 років, 30,2 % — особи у віці 65 років та старші. Медіана віку мешканця становила 47,9 року. На 100 осіб жіночої статі у місті припадало 95,1 чоловіків;  на 100 жінок у віці від 18 років та старших — 85,0 чоловіків також старших 18 років.
Середній дохід на одне домашнє господарство  становив 30 916 доларів США (медіана — 24 000), а середній дохід на одну сім'ю — 42 634 долари (медіана — 36 500). Медіана доходів становила 27 292 долари для чоловіків та 25 909 доларів для жінок. За межею бідності перебувало 26,0 % осіб, у тому числі 40,0 % дітей у віці до 18 років та 15,2 % осіб у віці 65 років та старших.
Цивільне працевлаштоване населення становило 181 осіб. Основні галузі зайнятості: освіта, охорона здоров'я та соціальна допомога — 43,6 %, роздрібна торгівля — 13,3 %, виробництво — 8,8 %, публічна адміністрація — 8,3 %.